# Hamad Bader
Hamad Bader (arab. ‏حمد•بدر جاسم‎; ur. w 1966 w Al-Muharraku) – bahrajński pływak specjalizujący się w stylu dowolnym, olimpijczyk.
Reprezentował Bahrajn w pływaniu 100 m stylem dowolnym na Letnich Igrzyskach Olimpijskich 1984, które odbyły się w Los Angeles, zajmując 61. miejsce. Jednocześnie odpadł w fazie eliminacji.